# Austroasca macarangae
Austroasca macarangae är en insektsart som först beskrevs av Metcalf 1946.  Austroasca macarangae ingår i släktet Austroasca och familjen dvärgstritar. Inga underarter finns listade i Catalogue of Life.